# Kálmán Tihanyi
Pour les articles homonymes, voir Tihanyi.
Dans le nom hongrois Tihanyi Kálmán, le nom de famille précède le prénom, mais cet article utilise l’ordre habituel en français Kálmán Tihanyi, où le prénom précède le nom.
Kálmán Tihanyi (28 avril 1897, Üzbég, Autriche-Hongrie - 26 février 1947, Budapest) est un physicien et inventeur hongrois. En améliorant le système du tube cathodique il dépose en 1928 le brevet du Radioskop : la première télévision. Ce brevet est aujourd’hui inscrit au registre international Mémoire du monde. Tihanyi est l’auteur de nombreuses autres inventions : le drone, la caméra thermique, le concept d’écran à plasma et le premier écran plat.